# 小行星11258
小行星11258（11258 Aoyama）是一颗绕太阳运转的小行星，为主小行星带小行星。该小行星于1978年11月1日发现。

## 轨道参数
小行星11258的轨道半长轴为3.1097849 UA，离心率为0.137。